# زياد أبو عمرو
زياد محمود حسين أبو عمرو (وُلد في 22 يناير 1950 في غزة) هو سياسي وكاتب فلسطيني، كان وزيرًا للثقافة ونائبًا لرئيس الوزراء في حكومة محمد اشتية.

## التحصيل العلمي
حاز على شهادة الثانوية في الإسكندرية عام 1969، وبعدها سافر لسوريا؛ حيث حصل على بكالوريوس في اللغة الإنجليزية من جامعة دمشق عام 1973. عمل مدرساً للغة الإنجليزية في بدايته، ثم انتقل للولايات المتحدة ليُكمل الماجستير، وفي عام 1986 حاز على الدكتوراه في السياسة المقارنة من جامعة جورجتاون.

## عمله السياسي
عاد أبو عمرو إلى فلسطين في عام 1985، وعمل أكاديمياً بجامعة بيرزيت. اُنتخب عضوًا في المجلس التشريعي الفلسطيني بعد الانتخابات العامة الفلسطينية عام 1996 حيث حصل على 31,740 صوتًا في دائرة محافظة غزة. انتخب عام 1997 رئيساً للجنة السياسة في المجلس التشريعي الفلسطيني.
عام 2003، اختاره رئيس الوزراء الفلسطيني آنذاك محمود عباس ليشغل منصب وزارة الثقافة في الحكومة السادسة، واستمر في منصبة بضعة أشهر.
شغل منصب وزارة الخارجية في حكومة إسماعيل هنية الثانية، والتي أقالها الرئيس الفلسطيني محمود عباس، عقب أحداث 2007.
وفي يونيو 2014، اختير ليشغل نفس المنصب في حكومة الوفاق الوطني الفلسطيني برئاسة رامي الحمد الله.
في 8 أغسطس 2022، أعاد الرئيس محمود عباس تشكيل مجلس أمناء جامعة الاستقلال، وعيّن أبو عمرو عضوًا فيه وكلفه بدعوة المجلس للانعقاد خلال يومين لاختيار رئيس للمجلس ونائب له وأمينًا للسر.
في 2 أبريل 2024، شَكَلَ الرئيس محمود عباس مجلس إدارة المؤسسة الوطنية لتوثيق تاريخ فلسطين وحفظ الذاكرة والتي تأسست في 1 فبراير 2024، وعينه رئيسًا للمجلس.

## تأسيس المجلس الفلسطيني للعلاقات الخارجية
أسس أبو عمرو المجلس الفلسطيني للعلاقات الخارجية عام 1998، وهي هيئة مستقلة تُعنى بدراسة ومتابعة تطورات الشؤون الدولية، بالإضافة لكونها ملتقى للحوار الوطني الفلسطيني.

## مؤلفاته
- أصول الحركات السياسية في قطاع غزة (1948-1967).
- الحركة الإسلامية في الضفة الغربية وقطاع غزة: الإخوان المسلمون والجهاد الإسلامي.
- المجتمع المدني والتحول الديمقراطي في فلسطين.
- الانتفاضة: أسبابها وعوامل استمرارها.
- اتجاهات جديدة في التفكير والممارسة السياسية الإستراتيجية الفلسطينية.